# 寬敏煙管蝸牛
寬敏煙管蝸牛（学名：Hemiphaedusa kuanmini）为煙管蝸牛科臺灣紡錘煙管蝸牛屬下的一个种，是台灣特有物種。本物種的種小名源於台灣貝類學家張寬敏。

## 形態特徵
與台灣紡錘煙管蝸牛類似，但本種殼較小型、螺塔頂端較尖細、閉板頂端無凹陷。下軸板顯出也與淡水煙管蝸牛不同。 

## 分佈
本物種只分佈於台灣，目前見於屏東縣霧臺鄉好茶村。 

## 外部連結
- 維基物種上的相關：寬敏煙管蝸牛